# Neoplan N4016
Neoplan N4016, Neoplan N4016NF, Neoplan N4016td – autobusy miejskie, produkowane przez niemiecką firmę Gottlob Auwärter GmbH & Co. (producenta autobusów pod marką "Neoplan") oraz na licencji przez polską firmę Neoplan Polska.

## Historia
Firma Neoplan Polska w latach 1996–1999 wyprodukowała 116 sztuk modelu "Neoplan N4016" oraz w latach 1998–1999 32 sztuki modelu "Neoplan N4016TD". Szkielety autobusów początkowo pochodziły z Niemiec. Dopiero jesienią 1998 otwarto zakład w Środzie Wielkopolskiej, w którym wytwarzano własne szkielety. W grudniu 1998 r. rozpoczęła się w Bolechowie produkcja Neoplana K4016TD. Był to zmodernizowany model N4016, który powstał, by biuro techniczne firmy Neoplan Polska zebrało doświadczenia projektowe przed planowanym wprowadzeniem do produkcji zupełnie nowych własnych modeli, produkowanych od 1999 roku jako rodzina Solaris Urbino.